# Osteopilus
Osteopilus é um gênero de anfíbios da família Hylidae.
As seguintes espécies são reconhecidas:
- Osteopilus crucialis (Harlan, 1826)
- Osteopilus dominicensis (Tschudi, 1838)
- Osteopilus marianae (Dunn, 1926)
- Osteopilus ocellatus (Linnaeus, 1758)
- Osteopilus pulchrilineatus (Cope, 1870)
- Osteopilus septentrionalis (Duméril & Bibron, 1841)
- Osteopilus vastus (Cope, 1871)
- Osteopilus wilderi (Dunn, 1925)